# Да Коста, Рубенс
Рубенс Жозуэ да Коста (порт. Rubens Josué da Costa; 24 ноября 1928, Сан-Паулу — 31 мая 1991, Рио-де-Жанейро) — бразильский футболист, полузащитник.

## Карьера
Рубенс родился 24 ноября 1928 года в Сан-Паулу, его детство прошло в районе Барра Фунда, где Рубен и начинал играть.
В 1943 году он пришёл на просмотр в клуб «Ипиранга», за который, затем, выступал на протяжении 5 лет, затем перешёл в клуб «Португеза Деспортос», во время игры за который Рубенс играл за сборную Сан-Паулу в матче против сборной Рио, а также был в составе «Португезы», которая совершала длительное турне по Европе. В 1951 году Рубенс перешёл в клуб «Фламенго», поначалу болельщики со скепсисом отнеслись к игроку, который должен был заменить лидера «Менго» Зизиньо, ушедшего из клуба. Но вскоре Рубенс стал одним из любимцев публики, забив 2 гола и принеся победу своей команде 16 сентября 1951 года в матче с «Васко да Гама» на Маракане. Центр поля, который контролировали Рубенс и Декинья, и который был прозван «Самба Рубро-Негро», стал центральной осью команды, которая выиграла 3 подряд чемпионата Рио-де-Жанейро.
В 1956 году у Рубенса возникли разногласия с главным тренером «Фламенго» Мануэлем Соличем, и футболист покинул команду, перейдя в стан «Васко», с которой Рубенс выиграл турнир Рио-Сан-Паулу и чемпионат Рио в 1958 году. Затем Рубенс выступал за «Санта-Круз» (Ресифи), «Прудентину», «Оуриньос» и «Брагантино».
В сборной Бразилии Рубенс провёл 2 матча, один из них на панамериканских играх 13 апреля 1952 года в матче с Панамой, на которых бразильцы стали чемпионами. В 1954 году Рубенс, в составе сборной, поехал на чемпионат мира, но на поле не выходил.
Рубенс да Коста скончался 31 мая 1991 в Рио-де-Жанейро от рака лёгких.

## Достижения
- Чемпион панамериканских игр: 1952
- Чемпион штата Рио-де-Жанейро: 1953, 1954, 1955, 1958
- Чемпион турнира Рио-Сан-Паулу: 1958